# Dioniz
Dioniz (grško Διόνυσος) je bog trgatve, pridelave trte in vina, rodovitnosti, sadovnjakov in sadja, rastlinstva, neprištevnosti, obrednih norosti, verskega zanosa, veselice in gledališča v starogrški religiji in mitologiji.
Znan je tudi pod imenom Bakh (grško Βάκχος, latinizirano: Bákkhos), ime, ki so ga sprejeli tudi Rimljani.; blaznost, ki jo povzroča, je bakkheia. Drugo ime, ki so ga Rimljani uporabljali, je Liber, kar pomeni 'svoboden', zaradi njegove povezanosti z vinom in bakanalijami ter drugimi obredi ter s tem povezano svobodo. Njegov tirs, včasih ovit z bršljanom in namočen z medom, je blagodejna palica in orožje, s katerim uničuje tiste, ki nasprotujejo njegovemu kultu in svoboščinam, ki jih zastopa. Kot Elevterij ('osvoboditelj'), njegovo vino, glasba in ekstatični ples njegovih privržencev osvobajajo samozavestnega strahu in skrbi ter spodkopavajo zatiralne zadržke močnih. Verjame se, da tiste, ki sodelujejo v njegovih skrivnostih, obvlada in opolnomoči sam bog.
V svoji religiji, ki je enaka orfizmu ali je z njim tesno povezana, se je domnevalo, da se je Dioniz rodil iz zveze Zevsa in Perzefone in da je sam predstavljal htonski ali podzemni vidik Zevsa. Mnogi so verjeli, da se je rodil dvakrat, potem ko je bil umorjen in prerojen kot Zevsov sin in smrtnice Semele. V elevzijskih misterijih so ga poistovetili z Jakhom, sinom (ali izmenično možem) Demetre.
Njegovo poreklo je negotovo in njegovi kulti različni; nekatere starodavni viri opisujejo kot Tračana, drugi kot Grka. Čeprav večina poročil govori o tem, da se je rodil v Trakiji, potoval v tujino in v Grčijo prispel kot tujec, dokazi iz mikenskega obdobja grške zgodovine kažejo, da je eden najstarejših potrjenih grških bogov. Njegov atribut 'tujost' kot prihajajočega boga tujca je lahko neločljiv in bistven za njegove kulte, saj je bog epifanije, včasih imenovan »bog, ki prihaja«.
Vino je igralo pomembno vlogo v grški kulturi, kult Dioniza pa je bil glavni verski poudarek okoli njegove porabe. Vino, pa tudi trta in grozdje, ki ga pridelujejo, niso bili samo božji dar, temveč tudi simbolna inkarnacija njega na zemlji. Vendar se je Dionizova religija, namesto da bi bil bog pijanstva, kot je bil v postklasični dobi pogosto stereotipiziran, osredotočila na pravilno uživanje vina, ki bi lahko olajšalo trpljenje in prineslo veselje ter navdihnilo božansko norost, drugačno od pijanstva. Predstava in drama sta bili osrednjega pomena za njegovo religijo, festivali pa so bili začetna gonilna sila razvoja gledališča. Kult Dioniza je tudi 'kult duš'; njegove menade / bakhantke hranijo mrtve s krvnimi daritvami in deluje kot božanski občevalec med živimi in mrtvimi. Včasih je kategoriziran kot umirajoči in vstajajoči bog.
Izkazalo se je, da je Dioniz kmetijsko in rastlinsko božanstvo. Njegova povezanost z vinom, trgatvijo, sadovnjaki in vegetacijo kaže njegovo vlogo boga narave. Kot bog vinogradništva in grozdja je bil povezan z rastjo in letino sadja. V mitu uči umetnost gojenja in gojenja rastline.

## Ime

### Etimologija
Predpona dio- v starogrščini Διόνυσος (Diṓnusos; /di.ó.nyː.sos/) je bila že v antiki povezana z Zeus (genitiv Dios), različice imena pa kažejo na original *Dios-nysos. Najzgodnejše potrdilo je mikenska grška dativna oblika 𐀇𐁂𐁕𐀒 (di-wo-nu-so), na dveh tablicah, ki so bile najdene v mikenskem Pilosu in datirane v 12. ali 13. stoletje pred našim štetjem. Takrat ni moglo biti nobene gotovosti, ali je to res teonim, toda grško-švedska izkopavanja na griču Kastelli v mestu Chania v letih 1989–90 so med drugim odkrila štiri predmete z napisi v Linear B; med njimi naj bi napis na točki KH Gq 5 potrdil Dionizovo zgodnje čaščenje. V mikenski grščini je oblika Zeus di-wo.
Drugi element -nūsos je neznanega izvora. Morda je povezan z goro Niso, rojstnim krajem boga v grški mitologiji, kjer so ga dojile nimfe (Nisiads), čeprav je Ferekid do 6. st. pr. n. št. nũsa postavil kot arhaično besedo za 'drevo'. Kretschmer je zatrdil, da je νύση (nusē) tračanska beseda, ki ima enak pomen kot νύμφη (nýmphē), beseda, podobna νυός (nuos) (snaha ali nevesta, I-E *snusós, sanskr. Snusā). Predlagal je, da je moška oblika νῦσος (nūsos), zaradi česar bi Dioniz postal 'Zevsov sin'. Jane Ellen Harrison je verjela, da ime Dioniz pomeni 'mladi Zevs'. Robert S. P. Beekes je predlagal predgrški izvor imena, saj so vsi poskusi iskanja indoevropske etimologije dvomljivi.

### Pomen in različice
Kasnejše različice vključujejo Dionūsos in Diōnūsos v Beotiji; Dien (n) ūsos v Tesaliji; Deonūsos in Deunūsos na Joniji; in Dinnūsos v Aeoliji, poleg drugih različic. Dio-predpono najdemo v drugih imenih, kot je ime Dioscures in lahko izhaja iz Diosa, genitiva imena Zevsa.
Nonnus v svojem delu Dionysiaca piše, da ime Dioniz pomeni 'Zevs-šepajoči' in da je Hermes novorojenega Dioniza poimenoval tako, »ker je Zevs, ko je nosil svoje breme, dvignil eno nogo šepajoč od teže stegna in nysos v sirakuškem jeziku pomeni šepanje«. W. H. D. Rouse v svojem zapisu k tem vrsticam piše: »Težko je reči, da so te etimologije napačne«. Suda, bizantinska enciklopedija, ki temelji na klasičnih virih, piše, da je bil Dioniz tako imenovan »iz dosežkov [διανύειν] za vsakega od tistih, ki živijo divje življenje. Ali iz zagotavljanja [διανοεῖν] vsega za tiste, ki živijo divje življenje«.

## Izvor
Akademiki v 19. stoletju so s študijem filologije in primerjalne mitologije pogosto obravnavali Dioniza kot tuje božanstvo, ki je bilo le relativno nevoljno sprejeto v standardni grški panteon relativno pozno, na podlagi njegovih mitov, ki pogosto vključujejo temo - boga, ki večino časa preživi na zemlji v tujini in se po vrnitvi v Grčijo bori za sprejem. Vendar novejši dokazi kažejo, da je bil Dioniz pravzaprav eden najzgodnejših bogov, ki so bili izpričani v grški kulturi celinske dežele. Najstarejši pisni viri o čaščenju Dioniza prihajajo iz mikenske Grčije, natančneje iz palače Nestor na Pilosu in okoli nje, okoli leta 1300 pr. n. št. Podrobnosti o kateri koli religiji, ki je obkrožala Dioniza v tem obdobju, so redke, večina dokazov pa je le v obliki njegovega imena, napisanega kot di-wo-nu-su-jo ('Dionysoio') v Linearni B pisavi, ohranjenem na drobcih glinenih tablic, ki označujejo povezavo s daritvami ali plačili vina, ki je bilo opisano kot Dionysoio. Odkriti so bili tudi sklici na 'ženske iz Oinoje', 'kraj vina', ki lahko ustrezajo dionizijskim ženskam poznejših obdobij. 
Drugi mikenski zapisi iz Pilosa pišejo o čaščenju boga po imenu Elevter, ki je bil Zevsov sin in kateremu so žrtvovali vole. Povezava do Zevsom in voli ter etimološke povezave med imenom Elevter ali Elevteros z latinskim imenom Liber Pater kažejo, da je bilo to lahko drugo ime za Dioniza. Po besedah Károlyja Kerényija ti namigi kažejo, da je bila tudi v 13. stoletju pred našim štetjem osnovna Dionizova religija, kot tudi njegovi pomembni miti. V Knososu na minojski Kreti so moški pogosto dobivali ime Pentheus, ki je figura poznejšega dionizijskega mita in kar pomeni tudi 'trpljenje'. Kerényi je trdil, da dati takšno ime otroku pomeni močno versko povezavo, ki morda ni poseben značaj Pentheusa, ki trpi zaradi Dionizovih privržencev v poznejših mitih, ampak kot vzdevek samega Dioniza, katerega mitologija opisuje boga ki mora trpeti, preden zmaga. Po besedah Kerényija se je naslov 'človek, ki trpi' verjetno prvotno nanašal na samega boga, uporabljal pa se je le za različne like, ko se je mit razvijal. Najstarejšo znano podobo Dioniza, skupaj z njegovim imenom, najde na dinosu atiški lončar Sofil okoli 570 pr. n. št. Do 7. stoletja ikonografija, najdena na lončenih posodah, kaže, da so Dioniza že častili več kot le boga, povezanega z vinom. Povezovali so ga s porokami, smrtjo, žrtvovanjem in spolnostjo, njegova družina satirov in plesalcev pa je bila že ustanovljena. Skupna tema teh zgodnjih upodobitev je bila metamorfoza boga s strani njegovih sledilcev v hibridna bitja, ki so jih po navadi predstavljali krotki in divji satiri, ki predstavljajo prehod iz civiliziranega življenja nazaj v naravo kot sredstvo za pobeg.

## Vzdevki
Dioniz je bil znan z naslednjimi vzdevki::
- Acratophorus, Ακρατοφορος ('dajalec nemešanega vina'), pri Figaleji n Arkadiji.
- Acroreites v Sikijonu.
- Adoneus, redek arhaizem v rimski literaturi, latinizirana oblika Adonisa, ki se uporablja za vzdevek Bakha.
- Aegobolus Αἰγοβόλος ('strelec koz') v Potnije, Beotija.
- Aesymnetes Αισυμνήτης (»vladar« ali »gospodar«) pri Aroë v Patrasu, Ahaja.
- Agrios Ἄγριος ('divji'), v Makedoniji.
- Androgynos Ανδρογυνος (androgini v spolnem odnosu) se nanaša na boga v spolnem odnosu, ki opravlja tako aktivno moško vlogo kot pasivno žensko vlogo.
- Bassareus, βασσαρεύς traško ime za Dioniza, ki izhaja iz bassaris ali 'lisičja koža', ki so jo njegovi častilci nosili v svojih misterijih.
- Briseus Βρῑσεὐς (' tisti, ki prevladuje') v Smirni.
- Bromios Βρόμιος ('Bučanje' od vetra, predvsem povezano z osrednjim elementom mita o smrti / vstajenju, pa tudi z božjimi preobrazbami v leva in bika, in z bučnostjo tistih, ki pijejo alkohol. Tudi sorodno z 'grmenjem', ki se nanaša na Dionizovega očeta, Zevsa, 'gromovnika')
- Choiropsalas χοιροψάλας ('pujsar': grško χοῖρος = 'prašič', ki se uporablja tudi kot slengovski izraz za ženske genitalije). Sklic na Dionizovo vlogo božanstva plodnosti.
- Chthonios Χθόνιος ('podzemlje')
- Cittophorus Κιστοφορος (»Košara, bršljan«), namiguje na koše, ki so bogu sveti.
- Dimetor Διμητωρ ('Dvakrat rojen') se nanaša na Dionizove dve rojstvi.
- Dendrites Δενδρίτης ('on med drevesi'), kot bog plodnosti.
- Dithyrambos, Διθύραμβος, ki ga je uporabljal na svojih festivalih in se skliceval na svoje prezgodnje rojstvo.
- Eleutherios Ελευθερευς (»osvoboditelj«), vzdevek, ki ga je delil Eros.
- Endendros ('on na drevesu').[56]
- Enorches ('s kroglicami', glede na njegovo plodnost ali 'v moda' v zvezi z Zevsovim šivanjem otroka Dioniza 'v stegno', kar pomeni, da pomeni moda); uporablja se na Samosu in Lezbosu.
- Eridromos ('dobro teče'), v Nonnusovi Dionysiaca
- Erikryptos Ἐρίκρυπτος ('popolnoma skrit'), v Makedoniji.
- Euius (Euios), v Evripidovi igri, Bacchae.
- Iacchus, Ιακχος možen vzdevek Dioniza, povezan z Elevzinskimi misteriji. V Elevzi je znan kot Zevsov in Demetrin sin. Ime Iacchus lahko izvira iz Ιακχος (Iakchos), hvalospeva, ki se poje v čast Dionizu..
- Liknites ('on vetra ljubitelj'), kot bog plodnosti, povezan s skrivnostnimi religijami. Ventilator je bil uporabljen za ločevanje pleve od zrnja..
- Lyaeus ali Lyaios (Λυαῖος, 'odrešenik', lit. 'rahljalec'), tisti, ki se osvobodi skrbi in tesnobe.
- Melanaigis Μελαναιγις (' od črne kozje kože') na festivalu Apaturia.
- Morychus Μόρυχος, ('zamazan') na Siciliji, ker je bila njegova ikona ob trgatvi zamazana z vinsko drožjo.
- Mystes Μυστης ('skrivnostni')
- Nysian Nύσιος, so ga po Filostratovem mnenju tako imenovali že stari Indijci. Najverjetneje zato, ker je po legendi ustanovil mesto Nisa.
- Oeneus, Οινοψ ('temno vino') kot bog vinske stiskalnice.
- Omadios ('Mesojedec'), Evzebij v Pripravi na evangelij piše, da Euelpis iz Karistusa navaja, da so na Hiosu in Tenedu človeško žrtvovali Dionizu Omadiosu.
- Pseudanor ψευδάνωρ (dobesedno 'lažni moški', ki se nanaša na njegove ženske lastnosti), v Makedoniji.
- Tauros Ταυρος ('bik'), se pojavlja kot priimek Dioniza.

V grškem panteonu Dioniz (skupaj z Zevsom) prevzame vlogo Sabazija, traškega / frigijskega božanstva. V rimskem panteonu je Sabazij postal alternativno ime za Bakha.

## Čaščenje in praznovanja v Stari Grčiji
Čaščenje Dioniza se je trdno uveljavilo v 7. stoletju pred našim štetjem. Mogoče so ga častili že okoli 1500–1100 pred našim štetjem mikenski Grki in sledove kultnega dionizijskega tipa so našli tudi na starodavni minojski Kreti.

### Dionizije
Dionizije, Haloa, Ascolia in Lenaia so bili festivali posvečeni Dionizu. Podeželske Dionizije (ali Mala Dionizija) so bile eden najstarejših praznikov, posvečenih Dionizu, ki se je začel v Atiki in je verjetno praznoval gojenje vinske trte. Potekal je v zimskem mesecu Poseideon (čas, ki obdaja zimski solsticij, sodobni december ali januar). Podeželske Dionizije se je osredotočile na procesijo, med katero so udeleženci nosili falus, hlebce kruha, kozarce vode in vina ter druge daritve, mlada dekleta pa košare. Povorki je sledila vrsta dramskih predstav in dramskih tekmovanj.
Mestne Dionizije (ali Velika Dionizija) so se odvijale v urbanih središčih, kot sta Atene in Elevza, in so se razvile kasneje, verjetno so se začele v 6. stoletju pred našim štetjem. Tri mesece po podeželski Dioniziji je Veliki festival padel blizu spomladanskega enakonočja v mesecu Elaphebolionu (sodobna marca ali aprila). Povorka mestne Dionizije je bila podobna povorki na podeželskih praznovanjih, vendar bolj dodelana, vodili so jo udeleženci, ki so nosili leseni kip Dioniza, vključno z žrtvenimi biki in okrašenimi zbori. V dramskih tekmovanjih Velike Dionizije so nastopili tudi pomembnejši pesniki in dramatiki, z nagradami za dramske igralce v več kategorijah.

### Antestrije
Anthestria (Ἀνθεστήρια) je bil atenski festival, ki je praznoval začetek pomladi. Trajal je tri dni: Pithoigia (Πιθοίγια, 'odprtje posode'), Choes (Χοαί, 'Nalivanje') in Chythroi (Χύτροι 'Kozarci'). Mrtvi naj bi v času festivala vstali iz podzemlja. Skupaj z dušami mrtvih so tudi Kere tavale po mestu in jih je bilo treba ob koncu festivala pregnati. 
Prvi dan so odprli kozarce za vino. Vino so odprli in pomešali v čast boga. Sobe in posode za pitje so skupaj z otroki, starejšimi od treh let, okrasili z rožami.
Drugi dan se je skupaj s pitjem zgodil slavnostni obred v čast Dioniza. Ljudje so se oblekli, včasih kot člani Dionizovega spremstva in obiskali druge. Basilisa (ali basilinna), žena basileusa, je bila podvržena simbolični ceremonialni poroki z bogom, ki je verjetno predstavljala Hieros gamos. Basilisi je pomagalo štirinajst atenskih matron (imenovanih Gerarai), ki so jih izbrali basileusi in prisegli na skrivnost.
Zadnji dan je bil posvečen mrtvim. Darovali so tudi Hermesu zaradi njegove povezave s podzemljem. Veljal je za dan veselja. Nekateri so izvajali libacijo na grobnice pokojnih sorodnikov. Chythroi se je končal z obrednim jokom, ki naj bi dušam mrtvih ukazal, naj se vrnejo v podzemlje. Tudi Ker je bila zadnji dan izgnana s festivala.
Da bi se zaščitili pred zlom, so ljudje žvečili liste belega trna in svoja vrata namazali s katranom, da bi se zaščitili. Festival je omogočil tudi služabnikom in sužnjem, da se pridružijo zabavam. 

### Dionizijski misteriji
Osrednji verski kult Dioniza je znan pod imenom Bakhični ali Dionizijski misteriji. Natančen izvor te religije ni znan, čeprav naj bi Orfej izumil skrivnosti Dioniza. Dokazi kažejo, da številni viri in rituali, ki se običajno štejejo za del podobnih orfičnih skrivnosti, dejansko pripadali Dionizijskim misterijem. Nekateri učenjaki trdijo, da poleg tega ni razlike med dionizijskimi in misteriji Perzefone, ampak da so bili to vse vidiki iste skrivnostne religije in da sta imela pri tem tudi Dioniz in Perzefona pomembno vlogo. Prej je veljalo, da je bilo glavno podeželsko in obrobno mesto grške religije, glavno mestno središče Aten pa je igralo pomembno vlogo pri razvoju in širjenju Bakhičnih misterijev.
Bakhični misteriji so imeli pomembno vlogo pri ustvarjanju obrednih tradicij za prehode v življenju ljudi; prvotno predvsem za človeško in moško spolnost, kasneje pa je ustvaril tudi prostor za ritualizacijo spreminjajočih se vlog žensk in praznovanje sprememb statusa v življenju ženske. To je pogosto simboliziralo srečanje z bogovi, ki vladajo nad smrtjo in spremembami, kot sta Had in Perzefona, pa tudi z Dionizovo materjo Semelo, ki je verjetno igrala vlogo, povezano z iniciacijo v misterijih.
Dionizova religija je pogosto vključevala obrede z žrtvovanjem koz ali bikov, vsaj nekateri udeleženci in plesalci pa so nosili lesene maske, povezane z bogom. V nekaterih primerih zapisi kažejo, da je bog sodeloval v obredu prek maskiranega in oblečenega stebra, palice ali drevesa, medtem ko so njegovi častilci jedli kruh in pili vino. Zdi se, da pomen mask in koz za čaščenje Dioniza izvira iz najzgodnejših dni njegovega čaščenja, ti simboli pa so bili skupaj najdeni v minojski grobnici blizu Fajstosa na Kreti.

### Elevzinski misteriji
Že v 5. stoletju pred našim štetjem se je Dioniz poistovetil z Jakhom, manjšim božanstvom iz tradicije elevzinskih misterijev. Ta povezava je morda nastala zaradi homofonije imen Iacchus in Bacchus. Dva črnofiguralna lekitosa (približno 500 pr. n. št.) verjetno predstavljata najzgodnejši dokaz za takšno zvezo. Skoraj enake posode, ena v Berlinu , druga v Rimu , prikazujejo Dioniza, skupaj z napisom IAKXNE, možno napačno pisavo IAKXE. Več zgodnjih dokazov najdemo v delih atenskih tragikov iz 5. stoletja pred našim štetjem Sofokleja in Evripida. [87] V Sofoklejevi Antigoni (ok. 441 pr. n. št.) se oda Dionizu začne z nagovarjanjem Dioniza kot »boga mnogih imen« (πολυώνυμε), ki vlada nad plenicami Demetrine Elevze, konča pa z identifikacijo z »Dajalcem Iakhusa ", ki vodi "zbor zvezd, katerih dih je ogenj" in katerih "spremljajoče Tijade" plešejo v "nočni blaznosti". In v odlomku iz izgubljene predstave Sofoklej opisuje Niso, Dionizov tradicionalni prostor čaščenja: »Od tu sem zagledal Niso, strašišče Bakha, znanega med smrtniki, ki ga Iakhus bikovih rogov štel za svojo ljubljeno sestro«. V Evripidovih Bacchae (ok. 405 pr. n. št.) glasnik, ki opisuje Bahhične razvade na gori Cithaeron, povezuje Iakha z Bromiusom, drugim Dionizovim imenom, rekoč, da so »začeli mahati s tirsi ... klicati Iakchus, sin Zevsa, Bromius, z združenim glasom.« "
Napis na kamniti steli (ok. 340 pr. n. št.), ki so ga našli v Delfih, vsebuje himno Dionizu, ki opisuje njegova potovanja. Iz Teb, kjer se je rodil, je najprej odšel v Delfe, kjer je prikazal svoje 'zvezdnato telo', z 'delfskimi dekleti' pa je zavzel 'mesto na gubah Parnasa', [92] nato poleg Elevze, kjer je imenovan 'Iakhus'.
Strabon pravi, da Grki »dajejo ime 'Iakhus' ne samo Dionizu, ampak tudi voditelju misterijev«. Zlasti Iakhus je bil identificiran z orfijskim Dionizom, ki je bil Perzefonin sin. Sofoklej omenja 'Iakhus bikovih rogov' in po besedah zgodovinarja iz 1. stoletja pred našim štetjem Diodorja Sicilskega je bil prav ta starejši Dioniz na slikah in skulpturah z rogovi zastopan, ker se je »odlikoval v pronicljivosti in je prvi poskusil vlečenje volov in z njihovo pomočjo za setev semena«. Arijan, grški zgodovinar iz 2. stoletja, je zapisal, da se temu Dionizu, sinu Zevsa in Perzefone, »ne tebanskemu Dionizu, poje mistični spev 'Iakhus'«. Pesnik Lukijan iz 2. stoletja se je tudi skliceval na 'razkosanje Iakha'.
Po nekaterih navedbah je bil Jakh mož Demetre. Številni drugi viri ga identificirajo kot Demetrinega sina. Najzgodnejši tak vir, fragment vaze iz 4. stoletja pred našim štetjem v Oxfordu, prikazuje Demetro, ki je v naročju držala otroka Dioniza. Do 1. stoletja pred našim štetjem je Demetrino dojenje Jakha postalo tako pogost motiv, da ga je latinski pesnik Lukrecij lahko uporabil kot očitno prepoznaven primer ljubezenskega evfemizma. Sholast iz 2. stoletja našega štetja Aristid izrecno imenuje Demetro kot Jakhovo mater.

## Čaščenje in praznovanja v Rimu

### Liber in uvoz v Rim
Skrivnostni kult Bakha je bil v Rim prinesen iz grške kulture južne Italije ali iz grške Etrurije. Ustanovila ga je okrog leta 200 pred našim štetjem v Aventinskem gozdu Semele svečenica iz Kampanije, blizu templja, kjer je imel Liber Pater ('Svobodni oče') državni, priljubljeni kult. Liber je bil domači rimski bog vina, plodnosti in prerokb, zavetnik rimskih plebejcev (državljanov) in eden od članov Aventinske triade, skupaj z materjo Cerero in sestro ali soprogo Libero. Na Aventinskem griču je bil leta 493 pred našim štetjem postavljen tempelj triade, skupaj z institucijo za praznovanje praznika Liberalije. Čaščenje triade je postopoma dobivalo vedno več grškega vpliva in do leta 205 pred našim štetjem sta bila Liber in Libera formalno identificirana kot Bakh in Prozerpina. Liber je bil pogosto zamenljivo identificiran z Dionizom in njegovo mitologijo, čeprav ta identifikacija ni bila splošno sprejeta. Cicero je vztrajal pri "neidentiteti Liberja in Dioniza" in Liber in Libero opisal kot Cererina otroka.
Liber je, tako kot njegovi spremljevalci iz Aventina, prenesel različne vidike svojih starejših kultov v uradno rimsko religijo. Ščitil je različne vidike kmetijstva in plodnosti, vključno s trto in 'mehkim semenom' njenega grozdja, vina in vinskih posod ter moško plodnost in močnost. Plinij je Liber poimenoval »prvi, ki je vzpostavil prakso kupovanja in prodaje; izumil je tudi diadem, emblem kraljevske pravice in zmagovito povorko«. Rimski mozaiki in sarkofagi potrjujejo različne predstavitve eksotičnih zmagovitih, Dionizovim podobnih procesij. V rimskih in grških literarnih virih iz pozne republike in cesarske dobe je v več pomembnih zmagam sorodnih, izrazito "bakhičnih" procesijskih elementov, ki opozarjajo na domnevno zgodovinski Triumf Liber.
Liber in Dioniz sta morda imela povezavo, ki je bila pred klasično Grčijo in Rimom v obliki mikenskega boga Elevtera, ki je delil Dionizove rodove in ikonografijo, a njegovo ime ima enak pomen kot Liber. Pred uvozom grških kultov je bil Liber že močno povezan z bakhovimi simboli in vrednotami, vključno z vinom in neovirano svobodo, pa tudi s subverzijo mogočnih. Številne upodobitve iz pozne republike predstavljajo procesije.

### Bakhanalije
V Rimu so bili najbolj znani Bakhovi festivali bakanalije, ki temelji na prejšnjih grških festivalih Dionizija. Ti bakhijski obredi naj bi vključevali omofagične prakse, na primer raztelešenje živih živali in uživanje njihovega surovega mesa. Ta praksa ni služila le kot ponovitev uprizoritve otrokove smrti in ponovnega rojstva Bakha, temveč tudi kot sredstvo, s katerim so bakhijski izvajalci vzbujali 'navdušenje': etimološko, da so pustili boga, da vstopi v telo izvajalca ali da je postal eno z Bakhom.
Po Livijevem pripovedovanju so bili Bakhovi misteriji novost v Rimu; prvotno omejena le ženske in so jih izvajale le trikrat na leto, ko jih je pokvarila etruščansko-grška različica, nato pa so bili pijani, razočarani moški in ženske vseh starosti in družbenih slojev petkrat na mesec ujeti v spolne orgije za vse. Livij govori o njihovih različnih ogorčenjih proti rimskim civilnim in verskim zakonom ter tradicionalno moralo (mos maiorum); skrivnostna, subverzivna in potencialno revolucionarna protikultura. Livijevi viri in njegov lastni opis kulta so se verjetno oprli na rimski dramski žanr, znan kot Satirične igre, ki temelji na grških izvirnikih. Kult je država zatrla z veliko krvoločnostjo; od 7000 aretiranih je bila večina usmrčenih. Sodobna raziskava je do Livijevega poročila skeptična; vsekakor je bil senatorski edikt Senatus consultaum de Bacchanalibus razširjen po celotni rimski in zavezniški Italiji. Prepovedala je nekdanje Bakhične kultne organizacije. Vsako zasedanje je morala predhodno odobriti senatorska služba prek pretorja. Na enem srečanju so smele biti le tri ženske in dva moška, tisti, ki so se upirali odredbi, so tvegali smrtno kazen.
Bakh je bil v uradni rimski panteon sprejet kot del Liberja, njegov festival pa je bil vstavljen v Liberalije. V rimski kulturi so Liber, Bakh in Dioniz postali tako rekoč zamenljivi ekvivalenti. Zahvaljujoč svoji mitologiji, ki vključuje potovanja in borbe po zemlji, je Bakh evmehiziran kot zgodovinski junak, osvajalec in ustanovitelj mest. Bil je zavetnik in ustanovni junak v Leptis Magna, rojstnem kraju cesarja Septimija Severa, ki je promoviral njegov kult. V nekaterih rimskih virih se obredna procesija Bakha v vozu s tigri vleče, obkrožena z bakhantkami satiri in pijanci, v spomin na božjo zmagovito vrnitev iz osvajanja Indije. Plinij je verjel, da je to zgodovinski prototip rimskega triumfa.

## Mitologija
V antičnem svetu so obstajali različni zapisi in tradicije glede starševstva, rojstva in življenja Dioniza na zemlji, zapletenih zaradi njegovih več ponovnih rojstev. Do 1. stoletja pred našim štetjem so nekateri mitografi poskušali različne pripovedi o Dionizovem rojstvu uskladiti v eno samo pripoved, ki ni vključevala le več rojstev, temveč dve ali tri različne manifestacije boga na zemlji skozi zgodovino v različnih življenjih. Zgodovinar Diodor Sicilski je dejal, da sta bila po besedah »"nekaterih piscev mitov« dva bogova z imenom Dioniz, starejši, ki je bil sin Zevsa in Perzefone, vendar je »mlajši podedoval tudi dejanja starejšega in tako so moški poznejših časov, ki se niso zavedali resnice in so bili zavedeni zaradi identitete svojih imen, mislili, da je bil samo en Dioniz«. Rekel je tudi, da ima Dioniz »dve obliki; starejši je imel dolgo brado, ker so vsi moški v zgodnjih časih nosili dolgo brado, mlajši pa je bil mladosten, ženstven in mlad«.
Čeprav je bila različna Dionizova genealogija omenjena v številnih delih klasične literature, le redka vsebujejo dejanske pripovedne mite o dogodkih njegovih večkratnih rojstev. Sem spada Bibliotheca historica iz 1. stoletja pred našim štetjem grškega zgodovinarja Diodorja, ki opisuje rojstvo in dejanja treh inkarnacij Dioniza; kratka pripoved o rojstvu rimskega avtorja Higinu iz 1. stoletja našega štetja, ki opisuje dvojno rojstvo za Dioniza in daljše poročilo v obliki epa Dioniysiaca grškega pesnika Nonna, ki obravnava tri inkarnacije Dioniza, podobne Diodorjevemu poročilu, vendar se osredotoča na življenje tretjega Dioniza, rojenega Zevsu in Semeli.

### Prvo rojstvo
Čeprav Diodor omenja nekatere tradicije, v katerih je zapisano, da je obstajal starejši indijski ali egipčanski Dioniz, ki je izumil vino, o njegovem rojstvu ali življenju med smrtniki ni nobenih pripovedi, večina tradicij pa izum vina pripisuje potovanju po Indiji do zadnjega Dioniza. Po Diodorju je bil Dioniz prvotno sin Zevsa in Perzefone (ali izmenično Zevsa in Demetre). To je isti rogati Dioniz, ki sta ga opisovala Higin in Nonn v kasnejših poročilih in Dioniza, ki so ga častili Orfiki, ki so ga Titani razsekali in nato ponovno rodili. Nonn ga imenuje Dioniz Zagrej, medtem ko Diodor pravi, da je tudi on enak Sabaziju. Vendar za razliko od Higinu in Nonna Diodor za to inkarnacijo boga ne ponuja pripovedi o rojstvu. Ta Dioniz naj bi smrtnike učil, kako z volmi orati polja, namesto da bi to delal ročno. Njegovi častilci naj bi ga zaradi tega počastili z upodobitvijo z rogovi.
Grški pesnik Nonn pripoveduje o Dionizu v svojem epu Dionysiaca  v poznem 4. ali zgodnjem 5. stoletju našega štetja. V njem je opisal, kako je Zevs »nameraval odrasti novega Dioniza, oblikovano kopijo starejšega Dioniza«, ki je bil egiptovski bog Oziris. (Dionysiaca 4) Zevs je dobil obliko kače (drakon) in »razjezil deklištvo neporočene Perzefone«. Po mnenju Nonna je Perzefona, čeprav je bila »soproga kralja podzemlja«, ostala devica in jo je mati skrila v jamo, da bi se izognila številnim bogovom, ki so bili njeni snubci, ker »vse, kar je živelo v Olymposu, je to eno dekle očaralo, tekmeci v ljubezni do zakonske služkinje«. (Dionysiaca 5) Po združitvi z Zevsom je maternica Perzeofone »nabrekla od živega sada« in rodila je rogatega otroka po imenu Zagrej. Zagrej se je kljub otroštvu lahko povzpel na Zevsov prestol in razstrelil strele, kar ga je označilo za Zevsovega dediča. Hera je to videla in opozorila Titane, ki so jim obraz namazali s kredo in zasegli dojenčka Zagreja, »medtem ko je razmišljal o svojem spreminjajočem se obrazu, ki je odseval v ogledalu«. Napadli so ga. Vendar pa je po Nonnu »tam, kjer mu je Titanovo jeklo delno porezalo ude, bil konec njegovega življenja začetek novega življenja kot Dioniza«. Začel se je spreminjati v različne oblike, v katerih je vrnil napad, med drugim Zevsa, Kronosa, dojenčka in »norega mladostnika s cvetom prvega puha, ki je zaokroženo brado označil s črno«. Nato se je preobrazil v več živali, da bi napadel zbrane Titane, med drugim lev, divji konj, rogata kača, tiger in na koncu bik. Posredovala je Hera, ki je s krikom ubila bika, Titani pa so ga na koncu zaklali in razrezali na koščke. Zevs je napadel Titane in jih dal zapreti v Tartar. Zaradi tega je trpela mati Titanov, Gaja, njene simptome pa so videli po vsem svetu, kar je povzročilo požare in poplave ter vrelo morje. Zevs se jih je usmilil in da bi ohladil gorečo deželo, je povzročil velik dež, ki je preplavil svet. (Dionysiaca  6)

#### Interpretacija
V orfični tradiciji je bil Dioniz deloma bog, povezan s podzemljem. Zaradi tega so ga orfiki imeli za sina Perzefone in verjeli, da so ga Titani razsekali in nato prerodili. Na mit o razkosanju Dioniza je že v četrtem stoletju pred našim štetjem namigoval Platon v svojem Fedonu, v katerem Sokrat trdil, da so iniciacije dionizijskih skrivnosti podobne tistim na filozofski poti. Pozni neoplatonisti, kot je Damaskij, so dolgo raziskovali posledice tega. Razkosanje Dioniza (sparagmos - starogrško σπαραγμός, iz σπαράσσω sparasso, 'raztrgati, potegniti na koščke') se pogosto šteje za najpomembnejši mit o orfizmu.
Številni sodobni viri identificirajo tega 'orfičnega Dioniza' z bogom Zagrejem, čeprav tega imena, kot kaže, ni uporabljal noben staroveški orfik, in ga je preprosto imenoval Dioniz. Rekonstruirana zgodba, ki jo običajno dajejo sodobni učenjaki, je sestavljena iz različnih antičnih virov, kot sledi. Zevs je imel spolni odnos s Perzefono v obliki kače, ki je ustvarila Dioniza. Dojenčka so odpeljali na goro Ida, kjer so ga, tako kot dojenčka Zevsa, varovali plesajoči Koribati (po grški mitologiji oboroženi in zobasti plesalci, ki so frigijsko boginjo Kibelo častili z bobnanjem in plesom. V Frigiji jih imenujejo tudi Kurbantes). Zevs je nameraval Dioniza postaviti za svojega naslednika kot vladar kozmosa, vendar je ljubosumna Hera spodbudila Titane, naj otroka ubijejo. Rečeno je, da so se mu posmehovali Titani, ki so mu namesto zakonitega žezla dali tirs (steblo koromača).
Kot pripoveduje Diodor, ena miselna šola trdi, da Dioniz sploh ni bil dobesedno rojen na zemlji, ampak je njegova pripoved o rojstvu prispodoba generativne moči bogov, ki delujejo v naravi. V tem poročilu naj bi bil Dioniz sin Zevsa in Demetre, boginje kmetijstva. [185] Ko so 'sinovi Gaje' (tj. Titani) po njegovem rojstvu skuhali Dioniza, je Demetra zbrala njegove posmrtne ostanke in omogočila njegovo ponovno rojstvo. Diodor je opazil simboliko, ki jo je imel ta mit za njegove privržence: Dioniz, bog vinske trte, se je rodil iz bogov dežja in zemlje. Raztrgali so ga in skuhali sinovi Gaje ali 'rojena zemlja', kar je simboliziralo trgatev in postopek pridelave vina. Tako kot so ostanki gole trte vrnjeni na zemljo, da bi ji povrnili rodovitnost, so bili ostanki mladega Dioniza vrnjeni v Demetro, kar mu je omogočilo, da se je ponovno rodil.

### Drugo rojstvo
Pripoved o rojstvu, ki jo je zapisal Gaj Julij Higin (ok. 64 pr. n. št. - 17 n. št.) v Fabulae 167, se ujema z orfijsko tradicijo, da je bil Liber (Dioniz) prvotno sin Joveja (Zevsa) in Prozerpine (Perzefone). Higin piše, da so Titani Liber raztrgali, zato je Jove vzel drobce svojega srca in jih dal v pijačo, ki jo je dal Semeli, hčerki Harmonije in Kadma, kralju in ustanovitelju Teb. Posledica tega je bila, da je Semele zanosila. Junona se je Semeli prikazala v obliki sestre Beroe in ji rekla: »Hči, prosi Jovea, naj pride k tebi, ko pride k Junoni, da boš morda vedela, kakšno zadovoljstvo je spati z bogom«. Ko je Semele zaprosila Joveja, naj bi jo ubil s strelo. Jove je nato dojenčka Liber vzel iz maternice in ga dal v varstvo Nisu. Higin trdi, da »se zato imenuje Dioniz in tudi tisti z dvema materama« (dimētōr).
Nonn opisuje, kako je bilo življenje, ko se je po potopu pomladilo, življenje brez Dioniza brez veselja. »Hore, so še vedno brez veselja spletale venčke za bogove le travniške trave. Vina ni bilo. Brez Bahha, ki je navdihnil ples, je bila njegova milost le na pol popolna in povsem brez dobička; očarala je le oči družbe, ko se je krožajoča plesalka gibala v zavojih in obračanih korakih, ki je le prikimal za besede, roko za usta, prste za glas«. Zevs je izjavil, da bo poslal svojega sina Dioniza, da bo smrtnike učil, kako pridelovati grozdje in delati vino, da bo olajšal njihov trud, vojno in trpljenje. Potem ko je postal zaščitnik človeštva, obljublja Zevs, se bo Dioniz boril na zemlji, vendar ga bo sprejel »svetli zgornji zrak, da bo zasijal poleg Zevsa in si delil poti zvezd«. (Dionysiaca 7)
Smrtna princesa Semele je takrat sanjala sanje, v katerih je Zevs s strelo uničil sadno drevo, vendar plodu ni škodoval. Poslal je ptico, da mu je prinesla enega od sadežev in mu ga zašila v stegno, da bo tako mati kot oče novemu Dionizu. Videla je bikovo obliko moškega, ki se je pojavila iz stegna, nato pa je ugotovila, da je bila sama drevo. Njen oče Kadmo, ki se je bal preroških sanj, je Semele naročil, naj se žrtvuje Zevsu. Zevs je prišel do Semele v njeni postelji, okrašeni z različnimi Dionizovimi simboli. Preobrazil se je v kačo in »Zevs se je dolgo potegoval in vzkliknil Euoi! Kot da bi bila vinska stiskalnica blizu, kot je rodil svojega sina, ki bi ljubil jok.« Takoj so posteljo in komore Semele poraščale trte in rože, zemlja pa se je smejala. Nato je Zevs spregovoril s Semele, razkril svojo resnično identiteto in ji rekel, naj bo srečna: »Rodiš sina, ki ne bo umrl, in ti ga bom imenoval nesmrtnega. Srečna ženska! Zanosila si sina, zaradi katerega bodo smrtniki pozabili na svoje težave, boš prinesla veselje bogovom in ljudem.« (Dionysiaca 7).
Med nosečnostjo se je Semele veselila vedenja, da bo njen sin božanski. Oblekla se je v venčke z rožami in venci bršljana in bosa tekla po travnikih in gozdovih, da bi se zabavala, kadar bi slišala glasbo. Hera ji je zavidala in se bala, da jo bo Zevs zamenjal s Semele kot kraljico Olimpa. K Semele je odšla pod krinko starke, ki je bila Kadmova mokra sestra. Semele je bila ljubosumna na pozornost, ki jo je Zevs namenil Heri, v primerjavi z njuno kratko zvezo in jo izzvala, da je zahtevala Zevsa, da se pred njo pojavi v svojem polnem božanstvu. Semele je molila k Zevsu, da se pokaže. Zevs je odgovoril na njene molitve, vendar jo je opozoril, kot da ga ni videl noben smrtnik, ko je držal strele. Semele se jih je dotaknila in se opekla. (Dionysiaca 8) . Toda dojenček Dioniz je preživel in Zevs ga je rešil iz ognja in si ga prišil v stegno. »Tako je zaobljeno stegno pri porodu postalo žensko in fant je bil rojen prezgodaj, vendar ne na materin način, saj je prešel iz materine maternice v očetovo.« (Dionysiaca 9). Ob svojem rojstvu je imel par rogov v obliki polmeseca. Letni časi so ga okronali z bršljanom in cvetjem, rogate kače pa ovili okoli njegovih rogov.
Pripoved o nadomestnem rojstvu je podal Diodor iz egiptovske tradicije. V njej je Dioniz Amonov sin, ki ga Diodor vidi hkrati kot boga stvarnika in kvazi zgodovinskega kralja Libije. Amon se je poročil z boginjo Rejo, vendar je imel zvezo z Amaltejo, ki je rodila Dioniza. Amon se je bal Reine jeze, če bi odkrila otroka, zato je odpeljal dojenčka Dioniza k Nisi (Dionizovemu tradicionalnemu otroškemu domu). Amon je Dioniza pripeljal v jamo, kjer naj bi zanj skrbela Nisa, hči junaka Aristeja. Dioniz je zaslovel zaradi svoje umetniške spretnosti, lepote in moči. Rečeno je bilo, da je umetnost vinarstva odkril že v otroštvu. Njegova slava je opozorila na Reo, ki je bila besna na Amona zaradi njegove prevare. Poskušala je pripeljati Dioniza pod svoj vpliv, a ker tega ni mogla, je zapustila Amona in se poročila s Kronosom.

#### Interpretacija
Že v antiki je poročilo o Dionizovem rojstvu smrtne ženske privedlo do trditve, da je bil zgodovinska osebnost, ki je sčasoma postala poobožanstvena, kar je pogosto veljalo za predlog evhemerizma (razlaga mitskih dogodkov, ki imajo korenine v smrtni zgodovini) in se pogosto uporablja za polbogove. Rimski cesar in filozof Julijan iz 4. stoletja je naletel na primere tega prepričanja in pisal argumente proti. Julijan je v svojem To the Cynic Heracleios zapisal: »Veliko ljudi sem slišal, da je bil Dioniz smrtnik, ker se je rodil iz Semele in da je s svojim znanjem o teurgiji (oblika božanske magije, s katero nagovarja in prikliče pomoč nebeških božanstev in nadnaravnih duhov) in skrivnostih postal bog in tako kot naš gospodar Heraklej kajti njegovo kraljevsko krepost je na Olimp prevedel njegov oče Zevs.« Vendar je Julijanu mit o Dionizovem rojstvu (in Heraklejevem) predstavljal alegorijo globlje duhovne resnice. Julijan trdi, da rojstvo Dioniza ni bilo »nobeno rojstvo, ampak božanska manifestacija« Semele, ki je predvidevaal, da se bo kmalu pojavila fizična manifestacija boga Dioniza. Semele pa ni bila nestrpna do boga, ki je prišel in je začel svoje zgodbe razkrivati prezgodaj; zaradi njenega prestopka jo je udaril Zevs. Ko se je Zevs odločil, da je čas, da človeštvu naloži nov red, ki naj »preide iz nomadskega v bolj civiliziran način življenja«, je svojega sina Dioniza poslal iz Indije kot vidnega boga, razširil svoje čaščenje in dal trto kot simbol njegove manifestacije med smrtniki. V Julijanovi interpretaciji so Grki »Semele imenovali Dionizovo mater zaradi napovedi, ki jo je izrekla, pa tudi zato, ker jo je bog počastil kot prvo prerokovalko njegovega prihoda, medtem ko je to šele moralo biti«. Alegorični mit o rojstvu Dioniza je bil po Julijanu razvit tako, da izraža zgodovino teh dogodkov in resnico njegovega rojstva povzema zunaj generativnih procesov smrtnega sveta, vendar vstopa vanj, čeprav je bilo njegovo resnično rojstvo neposredno iz Zevsa v razumljivo področje.

### Otroštvo
Po Nonnu je Zevs dojenčka Dioniza dal v varstvo Hermesu. Hermes je Dioniza dal Lamidom ali hčerkam Lamosa, ki so bile rečne nimfe. Toda Hera je Lamide obnorela in povzročila, da so napadle Dioniza, ki ga je rešil Hermes. Hermes je nato dojenčka pripeljal v Ino, da bi ga vzgojil njen spremljevalec Mistis, ki ga je naučil obredov skrivnosti (Dionysiaca 9). V Apolodorjevem pripovedovanju je Hermes naročil Ino, naj vzgaja Dioniza kot deklico, da bi ga skril pred Herino jezo. Vendar ga je Hera našla in bljubila, da bo hišo uničila s poplavo; pa je Hermes spet rešil Dioniza in ga tokrat pripeljal v gore Lidije. Hermes je sprejel podobo Fanesa, najstarejšega izmed bogov in tako se je Hera poklonila pred njim in ga pustila mimo. Hermes je dojenčka dal boginji Rei, ki je zanj skrbela skozi mladost.
Druga različica pravi, da so Dioniza odpeljali k Nisinim deževnim nimfam, ki so hranile njegovo otroštvo, za njihovo skrb pa jih je Zevs nagradil tako, da jih je postavil kot Hijade med zvezde (Hijade (zvezdna kopica). V še eni različici mita ga vzgaja njegov bratranec Macris na otoku Evboja.
Dioniz je v grški mitologiji bog tujega izvora in čeprav je gora Nisa mitološka lokacija, je vedno postavljena daleč proti vzhodu ali jugu. Homerska himna 1 Dionizu jo postavlja 'daleč od Fenicije, blizu egiptovskega toka'. [193] Drugi so ga postavili v Anatolijo ali v Libijo ('stran na zahodu ob velikem oceanu'), v Etiopijo (Herodot) ali Arabijo (Diodor Sicilski).
Zdi se, da Bibliotheca sledi Ferekidu, ki pripoveduje, kako so dojenčka Dioniza, boga vinske trte, dojile deževne nimfe, Hijade v Nisi. Tudi mladi Dioniz naj bi bil eden izmed mnogih znanih učencev kentavra Hirona. Po Ptolemaju Kenu iz Fotijeve knjižnice je »Hiron ljubil Dioniza, od katerega se je naučil napevov in plesov, bakhičnih obredov in iniciacij«.

### Potovanja in izum vina
Ko je Dioniz odrasel, je prvi odkril kulturo vinske trte in način pridobivanja njenega dragocenega soka; [196] toda Hera ga je prizadela z norostjo in ga popeljala na potep po različnih delih zemlje. V Frigiji ga je boginja Kibela, ki je bila Grkom bolj znana kot Reja, ozdravila in ga naučila svojih verskih obredov, nato pa je preko Azije začel napredovati in učiti ljudi gojenja trte. Najbolj znan del njegovih potepanj je njegova odprava v Indijo, ki naj bi trajala nekaj let. Po legendi so domačini, ko je Aleksander Veliki prišel do mesta z imenom Nisa blizu reke Ind, rekli, da je njihovo mesto v daljni preteklosti ustanovil Dioniz, njihovo mesto pa je bilo posvečeno bogu Dionizu. Ta potovanja so imela obliko vojaških osvajanj; po Diodoru Sicilskem je osvojil ves svet, razen Britanije in Etiopije.
Drugi mit po Nonnu vključuje Ampela, satira, ki ga je ljubil Dioniz. Kot je poročal Ovid, je Ampel postal ozvezdje Vindemitor ali 'nabiralec grozdja':
 »... ne bo vam nabiralci grozdja ušel. Na kratko lahko povemo tudi izvor tega ozvezdja. 'Tis je rekel, da je Bakh na ismarskih gričih ljubil neostriženega Ampela, sina nimfe in satira. Bog mu je podelil trto, ki se je vlekla iz brestovih listnatih vej in trta še vedno od dečka prevzame njegovo ime. Medtem ko je naglo odcepil čudovito grozdje na veji, je padel dol; Liber je izgubljeno mladost nosil do zvezd.«
Še eno zgodbo o Ampelu je povezal Nonn: v nesreči, ki jo je predvidel Dioniz, je bil mladenič umorjen med jahanjem bika, ki ga je zmedel pik obada, ki ga je poslala Atë, boginja neumnosti. Usode so Ampelu podelile drugo življenje kot trta, iz katere je Dioniz iztisnil prvo vino. 

### Vrnitev v Grčijo
Ko se je po potovanju po Aziji zmagoslavno vrnil v Grčijo, je Dioniz veljal za ustanovitelja triumfalne povorke. Prizadeval si je za uvedbo svoje religije v Grčijo, vendar so mu vladarji, ki so se je bali, nasprotovali zaradi motenj in norosti, ki jih je prinesla s seboj.
V enem od mitov, prilagojenega Evripidovi drami Bacchae, se Dioniz vrne v svoje rojstno mesto Tebe, ki mu vlada bratranec Pentej. Pentej, kot tudi njegova mati Agave in njegovi teti Ino in Autone, ne verjamejo v Dionizovo božansko rojstvo. Kljub opozorilom slepega preroka Tiresija mu zanikajo čaščenje in ga obsojajo, ker je žene v Tebah navdušil za norost.
Dioniz s svojimi božanskimi močmi obnori Penteja, nato pa ga povabi, da v gozdu gore Kiteron vohuni nad ekstatičnimi rituali Menad (Bakhantke). Pentej se v upanju, da bo priča spolni orgiji, skrije v drevo. Menade ga opazijo; ponorele od Dioniza ga vzamejo za gorskega leva in ga napadajo z golimi rokami. Pentejeve tete in njegova mati Agave so med njimi in mu strgajo ud iz okončine. Agave nasloni glavo na sulico in odnese pokal k očetu Kadmu. Norost mine. Dioniz prispe v svoji resnični, božanski obliki, prežene Agavo in njene sestre ter spremeni Kadma in njegovo ženo Harmonijo v kače. Prihranjeno je le Tiresiju.
Ko je tračanski kralj Likurg slišal, da je Dioniz v njegovem kraljestvu, je zaprl Dionizove privrženke, Menade. Dioniz je pobegnil in se zatekel k Tetidi ter poslal sušo, ki je spodbudila ljudi k uporu. Bog je nato kralja Likurga obnorel in mu dal, da je lastnega sina s sekiro razsekal na koščke v prepričanju, da je bil bršljan, rastlina, sveta Dionizu. Nato je orakelj trdil, da bo dežela ostala suha in neplodna, dokler bo Likurg živel, njegovi ljudje pa so ga dali obesiti in razčetveriti. Zaradi kraljeve smrti je Dioniz preklical prekletstvo. O tej zgodbi govori Homerjeva Iliada 6.136–137. V alternativni različici, ki je včasih upodobljena v umetnosti, Likurg poskuša ubiti Ambrosia, privrženca Dioniza, ki se je preoblikoval v trto, ki se je zavila okoli razjarjenega kralja in ga počasi zadavila.

### Ujetništvo in pobeg
Homerska himna 7 za Dioniza pripoveduje, kako so ga, medtem ko je sedel na morski obali, opazili neki mornarji, ki so verjeli da je princ. Poskušali so ga ugrabiti in odpluti, da bi ga prodali za odkupnino ali v suženjstvo. Nobena vrv ga ne bi zavezala. Bog se je spremenil v močnega leva in na krovu sprožil medveda ter pobil vse na svoji poti. Tiste, ki so skočili z ladje, so usmiljeno spremenili v delfine. Edini preživeli je bil krmar Acoetes, ki je prepoznal boga in od začetka poskušal ustaviti svoje mornarje.
V podobni zgodbi je Dioniz najel tirensko gusarsko ladjo, ki je plula iz Ikarije v Naksos. Ko je bil na krovu, niso odpluli v Naksos, temveč v Azijo, nameravali pa so ga prodati kot sužnja. Tokrat je bog jambor in vesla spremenil v kače, posodo pa napolnil z bršljanom in zvokom piščali, tako da so mornarji ponoreli in poskakali v morje ter postali delfini. V Ovidovih Metamorfozah Bakh to zgodbo začne kot majhen otrok, ki so ga našli pirati, vendar se na krovu spremeni v božansko odraslo osebo.
Številni Dionizovi miti vključujejo boga, čigar rojstvo je bilo skrivno in brani svojo božanskost pred dvomljivci. Malcolm Bull ugotavlja, da »merilo Bakhovega dvoumnega položaja v klasični mitologiji je, da je moral za razliko od ostalih olimpijcev z ladjo potovati na otoke, s katerimi je bil povezan in z njih«. Paola Corrente ugotavlja, da se v mnogih virih incident s pirati zgodi proti koncu Dionizovega časa med smrtniki. V tem smislu služi kot zadnji dokaz njegove božanskosti in mu pogosto sledi spust v Had, da bi prišel do svoje matere, ki se nato povzpneta v nebesa, da bi živela skupaj z olimpskimi bogovi.

### Spust v podzemlje
Pavzanij v knjigi II svojega Opisa Grčije opisuje dve različni tradiciji glede Dionizove katabaze ali spuščanja v podzemlje. Obe opisujeta, kako je Dioniz vstopil v posmrtno življenje, da bi rešil svojo mamo Semele in jo pripeljal na njeno pravo mesto na Olimpu. Da bi to naredil, se je moral spoprijeti s peklenskim psom Kerberjem, ki mu ga je Heraklej zadrževal. Potem ko je Dioniz prišel do Semele, se je pojavil z njo iz neznanskih voda lagune na obali Argolide blizu prazgodovinskega najdišča Lerna. Ta mitski dogodek so obeležili z letnim nočnim festivalom, katerega podrobnosti je lokalna religija skrivala. Po mnenju Paole Corrente lahko pojav Dioniza iz voda lagune pomeni obliko ponovnega rojstva tako zanj kot za Semele, ko sta se ponovno pojavila iz podzemlja. Različica tega mita je osnova Aristofanove komedije Žabe.
Po besedah krščanskega pisatelja Klementa Aleksandrijskega je Dioniza na potovanju vodil Prosimn ali Polimn, ki je za svojo nagrado zahteval Dionizovega ljubimca. Prosimn je umrl, preden je Dioniz lahko spoštoval svojo obljubo, zato je Dioniz, da bi zadovoljil Prosimnovo senco, iz oljčne veje oblikoval falus in sedel nanj pri Prosimnovem grobu. Ta zgodba je v celoti preživela le v krščanskih virih, katerih cilj je bil diskreditirati pogansko mitologijo, vendar se zdi, da je služila tudi razlagi izvora skrivnih predmetov, ki so jih uporabljali dionizijski misteriji.
Isti mit o Dionizovem sestopu v podzemlje je povezan tako z Diodorjem Sicilskim v njegovem delu Bibliotheca historica iz 1. stoletja pred našim štetjem, kot s Psevdo-Apolodorjem v tretji knjigi njegovega dela Bibliotheca iz 1. stoletja našega štetja. V slednjem Apolodor pripoveduje, kako je Dioniz, potem ko je bil skrit stran od Herine jeze, potoval po svetu, nasprotujoč tistim, ki so zanikali njegovo božanstvo, in to dokončno dokazal, ko je svoje piratske ujetnike spremenil v delfine. Po tem je bil vrhunec njegovega življenja na zemlji njegov spust, da bi svojo mamo spravil iz podzemlja. Svojo mamo je preimenoval v Tione in se z njo povzpel v nebesa, kjer je postala boginja. V tej različici mita se implicira, da morata Dioniz oboje dokazati svoje božanstvo smrtnikom, nato pa svoje mesto na Olimpu tudi legitimirati z dokazovanjem svojega rodu in mamo povzdigniti v božanski status, preden zasede svoje mesto med olimpijskimi bogovi.
- Relief Dioniza, Nagarjunakonda, južna Indija, 3. stoletje. Ima svetlo brado, je pol gol in nosi pivski rog. Zraven je sod vina.[62][63]
- Severnoafriški rimski mozaik: Panter-Dioniz raztrese pirate, ki so spremenjeni v delfine, razen krmarja Acoetesa; drugo stoletje našega štetja (Narodni muzej Bardo)
- Izklesan falus na vhodu v Dionizov tempelj v Delosu v Grčiji.
- Podstavek za marmorno mizo, ki jo krasi skupina, med katero so Dioniz, Pan in Satir; Dioniz ima riton v obliki panterja; na laseh figur in vej so ohranjene sledi rdeče in rumene barve; iz maloazijske delavnice, 170–180 n. št., Nacionalni arheološki muzej, Atene, Grčija

## Ikonografija

### Simboli
Najzgodnejše kultne podobe Dioniza prikazujejo zrelega moškega, bradatega in oblečenega. Ima koromačevo palico, ki je okrašena z borovim storžem in je znana kot tirs. Kasnejše podobe ga prikazujejo kot golobradega, čutnega, golega ali polgolega mladca: literatura ga opisuje kot ženskega ali 'moško-ženskega'. V svoji popolnoma razviti obliki njegova osrednja kultna podoba prikazuje njegov triumf, neurejen prihod ali vrnitev, kot iz nekega kraja onkraj meja znanega in civiliziranega. Njegovo procesijo (thiasus) sestavljajo divje sledilke (menade) in bradati satiri s pokončnimi penisi; nekateri so oboroženi s tirsom, nekateri plešejo ali igrajo na glasbila. Boga samega vlečejo v kočiji, ponavadi eksotične zveri, kot so levi ali tigri, včasih pa se ga udeleži tudi bradati, pijani Silen. Ta procesija naj bi bila kultni model za privržence njegovih dionizijskih misterijev. Dioniza mestne religije predstavljajo kot zaščitnika tistih, ki ne pripadajo običajni družbi, in tako simbolizira kaotično, nevarno in nepričakovano vse, kar uide človeškemu razumu in kar lahko pripišemo le nepredvidljivemu delovanju bogov.
Dioniz je bil bog vstajenja in je bil močno povezan z bikom. V kultni himni iz Olimpije je na festivalu za Hero Dioniz povabljen, da pride kot bik. Walter Burkert pripoveduje: »Precej pogosto je [Dioniz] upodobljen z bikovimi rogovi, v Kyzikosu pa ima tavromorfno podobo« in se sklicuje tudi na arhaični mit, v katerem Dioniza zakoljejo kot bikca in ga Titani pojedo.
Kača in falus sta bila v antiki simbola Dioniza in Bakha v Grčiji in Rimu. Običajno nosi kožo panterja ali leoparda in drži tirs - dolgo palico na kateri je borov storž. Njegova ikonografija včasih vključuje menade, ki nosijo venčke iz bršljana in kače okoli las ali vratu. 
Kult Dioniza je bil tesno povezan z drevesi, zlasti s figo in nekateri njegovi vzdevki to kažejo, na primer Endendros 'on na drevesu' ali Dendritēs 'on z drevesa'. Peters predlaga prvotni pomen kot 'tisti, ki teče med drevjem' ali 'tekač v gozdu'. Janda (2010) sprejema etimologijo, vendar predlaga bolj kozmološko razlago 'tistega, ki poganja (svetovno) drevo'. Ta razlaga pojasnjuje, kako bi bilo Nisa mogoče razlagati iz pomena 'drevo' v ime gora: axis mundi indoevropske mitologije so predstavljene tako kot svetovno drevo kot svetovna gora.
Dioniz je tesno povezan tudi s prehodom med poletjem in jesenjo. V sredozemskem poletju, ki ga zaznamuje vzpon pasje zvezde Sirij, vreme postane izredno vroče, vendar je to tudi čas, ko se obetajo prihajajoče letine. Pozno poletje, ko je bil Orion v središču neba, je bil čas trgatev v stari Grčiji. Platon darove te sezone opisuje kot pridelano sadje in tudi dionizijsko veselje. Pindar opisuje »čisto svetlobo visokega poletja« kot tesno povezano z Dionizom in morda celo utelešenje samega boga. Podoba Dionizovega rojstva iz Zevsovega stegna ga imenuje Zevsova luč (Dios phos) in ga povezuje s Sirijevo lučjo.

### V klasični umetnosti
Bog in še pogosteje njegovi privrženci so bili pogosto upodobljeni v poslikani keramiki antične Grčije, ki je večinoma služila za vino. Toda poleg nekaterih reliefov menad so se dionizijski predmeti redko pojavljali v velikih kipih pred helenističnim obdobjem, ko so postali pogosti. Pri teh je obdelava samega boga segala od hudih arhaičnih ali novoatičnih tipov, kot je Dioniz Sardanapalus, do tipov, ki so ga prikazovali kot indolentnega in androgenega mladeniča, pogosto golega. Hermes in dojenček Dioniz je verjetno grški izvirnik iz marmorja, skupina Ludovisijev Dioniz pa verjetno rimski izvirnik 2. stoletja našega štetja. Znane helenistične skulpture dionizijskih predmetov, ki so preživele kot rimske kopije so: Barberinijev Favn, Belvederski torzo, Počivajoči Satir. Furiettijevi Kentavri in Speči hermafrodit odražajo sorodne predmete, ki so se v tem času že potegnili v dionizijsko orbito. Marmorni Pergamoski plesalec je izviren, prav tako bronasti Plešoči Satir iz Mazara del Vallo, nedavno najden v morju.
Dionizijski svet je bil do helenističnega obdobja hedonistična, a varna pastorala, v katero so bila kooptirana druga polsveta bitja na podeželju, kot so kentavri, nimfe in bogova Pan in Hermafrodit. 'Nimfa' v tej fazi »pomeni preprosto idealno samico dionizijske narave na prostem, ne-divjo bakhanto«. Helenistična skulptura prvič vključuje tudi velike žanrske predmete otrok in kmetov, od katerih imajo mnogi dionizijske atribute, kot so bršljanovi venci in »večino je treba obravnavati kot del njegovega področja. S satiri in nimfami imajo skupno to, da so bitja na prostem in nimajo prave osebne identitete«. Krater iz Dervenija iz 4. stoletja pred našim štetjem, edinstveno preživetje zelo velike klasične ali helenistične kovinske posode vrhunske kakovosti, prikazuje Dioniza in njegove privržence.
Dioniz se je obrnil na helenistične monarhije iz več razlogov, poleg tega, da je bil zgolj bog užitka: bil je človek, ki je postal božanski, prišel je in osvojil Vzhod, s svojim smrtnikom ponazarjal življenjski slog in veličastnost privržencev in je bil pogosto obravnavan kot prednik. [239] Še naprej se je obračal na bogataše cesarskega Rima, ki so svoje vrtove naselili z dionizijsko skulpturo, do 2. stoletja našega štetja pa so bili pogosto pokopani v sarkofagih, izklesanih z natrpanimi prizori Bakha in njegovega spremstva.
Steklena čaša s prizorom Likurgove smrti iz 4. stoletja našega štetja v Britanskem muzeju je spektakularna steklena diatretna čaša, ki spremeni barvo, ko svetloba prihaja skozi steklo; prikazuje vezanega kralja Likurga, ki ga bog zasmehuje in napada satir; to je bilo mogoče uporabljeno za praznovanje dionizijskih misterijev. Elizabeth Kessler je teoretizirala, da mozaik, ki se pojavlja na tricliklijevem dnu Hiše Aion v Nea Pafosu na Cipru, podrobno opisuje monoteistično čaščenje Dioniza. V mozaiku se pojavljajo drugi bogovi, vendar so morda le manjši prikazi centralno vsiljenega Dioniza. Srednje bizantinska Skrinja iz Verolija prikazuje tradicijo, ki je obstajala v Konstantinoplu okoli leta 1000 našega štetja, a verjetno ni dobro razumljena.

## Post klasična umetnost

### Umetnost od renesanse dalje
Bakhični subjekti v umetnosti so se nadaljevali v italijanski renesansi in kmalu postali skoraj tako priljubljeni kot v antiki, vendar je njihovo »močno povezovanje z žensko duhovnostjo in močjo skoraj izginilo«, kot tudi »ideja, da so bile uničujoče in ustvarjalne moči boga neločljivo povezane«. V Michelangelovem kipu (1496–97) je »norost postala veselje«. Kip si prizadeva nakazati tako pijano nesposobnost kot povišano zavest, toda to se je poznejšim gledalcem morda izgubilo, tipično pa sta bila dva vidika nato razdeljena, z jasno pijanim Silenom, ki predstavlja prvega in mladostnim Bakhom, ki je pogosto prikazan s krili, ker um prenaša na višja mesta.
Tizianovi Bakh in Ariadna (1522–23) in Bakanalije Andrijcev (1523–26), obe naslikani za isto sobo, ponujata vplivno junaško pastoralo, [244] medtem ko Diego Velázquez v Bakhov triumf (ali Los borrachos – 'pivci', ok. 1629) in Jusepe de Ribera v svojem Pijanem Silenu izbereta žanrski realizem. Flamsko baročno slikarstvo je pogosto naslikalo Bakhove privržence, tako kot van Dyckov Pijani Silen in številna Rubensova dela; Nicolas Poussin je bil še en redni slikar Bakhovih scen.
Skupna tema v umetnosti, ki se je začela v 16. stoletju, je upodobitev Bakha in Cerere, ki skrbita za upodabljanje ljubezni - pogosto Venere, Kupida ali Amorja. Ta tradicija izhaja iz citata rimskega komika Terencija (ok. 195/185 - ok. 159 pr. n. št.), ki je postal priljubljen pregovor v zgodnjem modernem obdobju: Sine Cerere et Baccho friget Venus ('brez Cerere in Bakha Venera zmrzne' ). Njegov najpreprostejši pomen je, da ljubezen potrebuje hrano in vino, da uspe. Umetniška dela, ki temeljijo na tem izreku, so bila priljubljena v obdobju 1550–1630, zlasti v severnem manierizmu v Pragi in Nizozemskih deželah, pa tudi pri Rubensu. Zaradi svoje povezanosti z letino trte je Bakh postal bog jeseni, njega in njegove privržence pa so pogosto prikazovali v sklopih, ki prikazujejo letne čase.

### Sodobna literatura in filozofija
Dioniz je ostal navdih umetnikom, filozofom in pisateljem tudi v moderni dobi. V rojstvu tragedije (1872) je nemški filozof Friedrich Nietzsche predlagal, da napetost med apolonskim in dionizijskim estetskim načelom temelji na razvoju grške tragedije; Dioniz je predstavljal tisto, kar je bilo neovirano kaotično in iracionalno, medtem ko je Apolon predstavljal racionalno in urejeno. Ta koncept rivalstva ali nasprotovanja med Dionizom in Apolonom je bil označen kot 'sodoben mit', saj je izum sodobnih mislecev, kot sta Nietzsche in Johann Joachim Winckelmann, in ga v klasičnih virih ne najdemo. Vendar pa je bila sprejemanje in priljubljenost te teme v zahodni kulturi tako velika, da je njen podtok vplival na zaključke klasične učenja.
Nietzsche je tudi trdil, da najstarejše oblike grške tragedije v celoti temeljijo na trpečem Dionizu. V Nietzschejevem delu Jenseits von Gut und Böse  iz leta 1886 in kasneje Somrak idolov, Antikrist in Ecce Homo je Dioniz zasnovan kot utelešenje neomejene volje do moči. V helenski religiji trpečega boga (1904) in Dionizu in zgodnjem dionizizmu (1921) pesnik Vjačeslav Ivanov razvija teorijo dionizizma, pri čemer izvira iz literature in zlasti tragedije do starih dionizijskih misterijev. Ivanov je dejal, da je bilo Dionizovo trpljenje 'značilnost kulta', tako kot je trpljenje Kristusa pomembno za krščanstvo. Karl Kerényi označuje Dioniza kot predstavnika psihološke življenjske sile (grško Zoê). Druge psihološke interpretacije postavljajo v ospredje Dionizovo čustvenost, ki se osredotoča na veselje, grozo ali histerijo, povezano z bogom. Sigmund Freud je določil, da je treba njegov pepel hraniti v starogrški vazi, poslikani z dionizijskimi prizori iz njegove zbirke, ki ostaja na ogled v londonskem krematoriju Golders Green.
V C. S. Lewisovem Princu Caspianu (del Zgodbe iz Narnije) je Bakh nevaren, androgen mlad fant, ki Aslanu pomaga prebuditi duhove narnijskih dreves in rek. Serija knjig Ricka Riordana Percy Jackson & The Olympians predstavlja Dioniza kot brezskrbnega, otroškega in razvajenega boga. V grafičnem romanu ++Zlobni + Božanski++ se bogovi reinkarnirajo v pop zvezde: Dioniz je 'plesišče, ki hodi kot človek', povezano z ekstatično sprostitvijo rave kulture. V romanu Gospodinjski bogovi Harryja Turtledovea in Judith Tarr, je Nicole Gunther-Perrin odvetnica v 20. stoletju. Izvaja libacijo za Liber in Libero, rimski ekvivalent Dioniza in Perzefone, in jo prepelje nazaj v stari Rim. V knjigi The Secret History avtorice Donne Tartt skupina študentov klasike razmišlja o obujanju čaščenja Dioniza v času njihovega šolanja.

### Film in uprizoritvena umetnost
Walt Disney je Bakha upodobil v segmentu Pastorala animiranega filma Fantasia kot lika, podobnega Silenu. Leta 1969 je bila izvedena priredba The Bacchae, imenovana Dioniz leta '69. Iz iste predstave je bil posnet film. Produkcija je bila opazna po sodelovanju občinstva, goloti in gledaliških novostih. Leta 1974 sta Stephen Sondheim in Burt Shevelove Aristofanovo komedijo Žabe prilagodila sodobnemu muzikalu, ki je na Broadway prišel leta 2004, v Londonu pa je bil oživljen leta 2017. Muzikal ohranja spust Dioniza v Had, da bi vrnil dramatika; vendar so dramatiki posodobljeni na sodobni čas in Dioniz je prisiljen izbirati med Georgeom Bernardom Shawom in Williamom Shakespearom.
Leta 2006 The Orion Experience v albumu Cosmocandy vključuje pesem z naslovom Kult Dioniza. Pesem prikliče teme iz božjega kulta. Celoten album je opisan kot »kratek, oster in navsezadnje nepozaben, žareč od že pozabljene disko-sintetične energije.« Pesem na splošno igra božje teme, da je zanič in se upira socialnim normam.
Leta 2018 je avstralski glasbeni projekt Dead Can Dance izdal album z naslovom Dioniz. Glasbenik Brendan Perry je navdih za album opisal kot trance podobno 'dionizijsko' izkušnjo, ki jo je imel na festivalu med potovanjem po podeželski Španiji. »Takšni spomladanski festivali so resnični ostanki dionizijskih festivalov. Po vsem Sredozemlju so v oddaljenih krajih, kjer krščanski vpliv ni bil tako velik. ... Ljudje nosijo maske in plešejo v krogih skoraj tako kot čas se je ustavil pri njihovih praznovanjih«. Perry se je odločil za uporabo sredozemskih ljudskih instrumentov, ki poleg vokalnega refrena posnemajo naravne zvoke, da bi vzbujal vzdušje starodavnega festivala.
Leta 2019 je južnokorejska fantovska skupina BTS izdala skladbo rap-rock-synth-pop-hip-hop. z imenom Dioniz kot del njihovega albuma Map of the Soul: Persona. Poimenovanje te pesmi izhaja iz povezave soimenjaka z razvratnostjo in presežkom, kar se kaže v besedilih, ki govorijo o 'napitanju umetnosti' - igranju korejskih besed za 'alkohol' (술 sul) in 'umetnost' ( 예술 yesul) kot primer - poleg izrazov o njihovi zvezdnosti, zapuščini in umetniški celovitosti. Vodja skupine RM je v sporočilu za javnost pesem opisal kot »veselje in bolečina, ko nekaj ustvariš« in »pošteno skladbo«.